# 漢氏擬四眼鱂
漢氏擬四眼鱂，為輻鰭魚綱鯉齒目鰕鱂亞目溪鱂科的其中一種，為熱帶淡水魚，分布於南美洲巴西Jauaperi河流域，體長可達2.3公分，棲息在溪流底中層水域，生活習性不明。

## 擴展閱讀
維基物種上的相關：漢氏擬四眼鱂